# ギガンテス (映画)
『ギガンテス』（原題：Scorpius Gigantus）は、アメリカ合衆国の映画作品。

## あらすじ
アメリカ軍はウイルスの研究のためにある生物を作り上げた。
羽をはやした巨大なサソリに見えるそれは、サソリのほかにゴキブリと人間のDNAが含まれており、人間並みの知性を備えていた。
その生物が輸送されていた時、テロリストが襲いかかり、生物は次々に人間を襲っていき、速いスピードで成長していった。
命令を受けたニック・レイノルズ少佐は、その生物の生け捕りに立ち向かった。

## キャスト
| 役名                   | 俳優                       | 日本語吹替                                                            |
| ---------------------- | -------------------------- | --------------------------------------------------------------------- |
| ニック・レイノルズ大佐 | ジェフ・フェイヒー         | 仲野裕                                                                |
| プレストン博士         | ジョー・ボーン・テイラー   | 八十川真由野                                                          |
| バック                 | ジョナス・トーキントン     | 坂詰貴之                                                              |
| ドキッチ               | エフゲニア・ヴァシレヴァ   | 小柳洋子                                                              |
|                        | ジョン・ハンション         |                                                                       |
|                        | レイモンド・ハートバーガー |                                                                       |
| その他                 |                            | 永田博丈 小川隆市 横尾博之 赤城進 水野光太 桜木信介 木下尚紀 渡辺育子 |

## 怪獣
ギガンテス
軍が生物兵器として作り出したサソリの合成獣。